# Edifici de la Telegrafia Marconi
Edifici de la Telegrafia Marconi és un edifici de 1911 obra de Josep Puig i Cadafalch del municipi del Prat de Llobregat (Baix Llobregat) protegit com a bé cultural d'interès local.

## Descripció
L'edifici de telegrafia sense fils o radiotelegrafia és situat a la finca de la Ricarda operada per la Marconi Wireless Telegraph Company. Es tracta d'una construcció senzilla, d'un sol cos i de dimensions reduïdes. Li dona personalitat el capcer esglaonat de la façana lateral, recurs emprat per Puig i Cadafalch. També destaca el ràfec força pronunciat.
L'interior allotjava la sala d'aparells, un lloc pel telegrafista i un espai d'atenció al públic. Les golfes eren l'habitatge del telegrafista i la seva família. Com a gran novetat per l'època hi havia un WC a cada planta i cuina. L'edifici es manté en peu i conserva en relatiu bon estat la seva estructura. L'interior, però, es troba destruït i no es conserva la distribució original. Es coneix l'existència d'uns vitralls dissenyats per Puig i Cadafalch dels quals no en queda res.

## Història
Entre 1904 i 1905 Marconi construí centrals de comunicacions a diversos indrets d'Europa. La central telegràfica del Prat (1911) correspon a una etapa més avançada en la tecnologia perquè les antenes són exclusivament de metall. La Central Telegràfica Marconi del Prat va arribar a tenir cinc antenes receptores el 1915.
La comunicació sense fils ha estat una de les innovacions més importants del segle xx. La preservació d'aquest edifici és interessant perquè és un dels pocs edificis tècnics que existeixen a Catalunya i un testimoni de la introducció de la ràdio a les llars. A més, no es coneix cap edifici semblant d'aquesta època que s'hagi conservat a Espanya.
Després d’anys de servei ininterromput, va ser abandonada en la dècada dels anys cinquanta dels segle xx, convertint-se en magatzem i quadra per a bestiar; això gairebé va provocar la seva desaparició. Va ser restaurada l'any 2004.